# Marcin Sitek
Marcin Sitek (ur. 18 stycznia 1980) – aktor teatralny i filmowy, stand-uper, konferansjer.

## Życiorys
W 2004 roku ukończył studia na Akademii Teatralnej w Warszawie. Aktor, autor, stand-uper, konferansjer. Występuje w filmach, serialach i teatrze. Członek Kabaretu Macież. Ma na swoim koncie trzy programy typu One man show: „Król Dopalaczy”, „Jezus Kryzys”, „Dekalog Streapteasera”.

## Ważniejsze nagrody
- Grand Prix – Festiwal PAKA 2009, Kraków (Kabaret Macież)
- Grand Prix – Lidzbarskie Wieczory Humoru i Satyry, 2012 („Król Dopalaczy”)
- I Nagroda – festiwal Kabaretowy „Mulatka” 2009 Ełk (Kabaret Macież)
- I Nagroda – festiwal Kabaretowy „Mulatka” 2011 Ełk (Kabaret Macież)
- Nagroda specjalna od Macieja Stuhra za „Bezczelność na scenie” – Festiwal Paka 2012 Kraków („Król Dopalaczy”)
- Nagrody za Osobowość Sceniczną: Festiwal Przewałka w Wałbrzychu 2009 (Kabaret Macież)
- Nagrody za Osobowość Sceniczną: Festiwal Przewałka w Wałbrzychu 2012 („Król Dopalaczy”)
- Nagrody za Osobowość Sceniczną: Festiwal Monodramu Współczesnego w Warszawie (2012) („Król Dopalaczy”)

## Filmografia
- 2002–2010: Samo życie – Waldemar, syn Hanny i Ferdynanda, kuzyn Kingi
- 2003–2011: Na Wspólnej – Jacek Garlicki, uczestnik zgrupowania piłkarzy
- 2003–2008: M jak miłość – dresiarz pod liceum (odc. 152); Artur, student psychologii (odc. 173, 174 i 176); Rysiek, przyjaciel Sylwii (lata 2007–2008)
- 2004: Na dobre i na złe – „Nieśmiałek”, członek grupy wsparcia (odc. 176, 177, 182, 187 i 188)
- 2004: Lokatorzy – sublokator Małgosi (odc. 203)
- 2004–2008: Kryminalni – policjant (odc. 11 i 101); Koks (odc. 52)
- 2005: Klinika samotnych serc – Stanisław Szczepaniak, narzeczony Mirosławy Stolarek (odc. 16)
- 2005: Egzamin z życia – chłopak (odc. 20, 21, 23 i 25); bezrobotny (odc. 29)
- 2005: Czego się boją faceci, czyli seks w mniejszym mieście – policjant (seria III, odc. 14)
- 2006: Kto nigdy nie żył… – ksiądz
- 2006–2007: Kopciuszek – elektryk
- 2006: Francuski numer – skin
- 2007–2009: Tylko miłość – prywatny detektyw
- 2007: Środa, czwartek rano
- 2007: Łódka – brat Jacka
- 2007: Dwie strony medalu – policjant (odc. 113)
- 2008: Wydział zabójstw – Krystian Sowa (odc. 17)
- 2008: Faceci do wzięcia (odc. 89)
- 2008–2010: Barwy szczęścia – fryzjer Radek, współpracownik Doroty
- 2009: Świnki – Arek
- 2010–2011: Szpilki na Giewoncie – Sławek Walica, mąż Hanki
- 2010–2011: Prosto w serce – policjant
- 2010: Klub szalonych dziewic – adwokat (odc. 3)
- 2011: Wiadomości z drugiej ręki – ekspert od podsłuchów (odc. 8)
- 2011: Plebania – Maks
- 2012: Misja Afganistan – saper Tomasz Grad
- 2013: Komisarz Alex – pielęgniarz (odc. 28)
- 2013: Czas honoru – żołnierz przed szpitalem (odc. 69)
- 2013: To nie koniec świata – kierownik (odc. 13)
- 2014: Prawo Agaty – policjant Kamil Maślak (odc. 65)

## Teatr Telewizji
Wystąpił w kilku spektaklach Teatru Telewizji, m.in. w spektaklu „Antygona” (2004) i „Rozmowy z katem” (2006).